# Parc de la Cure d'Air (Reims)
Pour les articles homonymes, voir Parc de la Cure d'Air.
Le parc de la Cure d’Air est un parc public de la ville de Reims, en France. Il a également été appelé parc de la Haubette.

## Situation et accès
Il est accessible par la rue de Pargny ou la rue François Dor.

## Origine
Le parc de la Cure d’Air a été créé en 1903 sur la butte Sainte Geneviève.
Ce parc a été créé à l’initiative d’Auguste Nouvion-Jacquet, industriel dans le textile et propriétaire des lieux. Celui-ci souhaitait, à titre de bienfaiteur, créer une cure d’air (d’où le nom du parc) pour les personnes faibles, non tuberculeuses. Un dispensaire sera également installé sur place. L’emplacement a été choisi en raison de la hauteur du site et de son installation en périphérie de la ville. En ?, le parc est devenu la propriété de Lanson père et fil.

## Histoire du site
Le 6 février 1814, elle a servi de centre de combat, lors de la bataille de Reims, mené par Napoléon 1er, contre les Russes. Napoléon 1er est en observation au Mont Saint.
En 1908, à la demande du propriétaire Nouvion –Jacquet, admirateur de Napoléon, est édifié un obélisque de pierre, entourée d'une grille, et surmonté de 4 boulets en l'honneur de la dernière victoire de Napoléon 1er lors de sa bataille contre les russes. Le dispensaire, sera complété par un musée des souvenirs napoléoniens, mais ces deux installations seront détruites pendant la Grande Guerre 14-18.

## Caractéristiques
Ce parc, de 2,5 hectare, à la limite de Reims et de Tinqueux, est une espace boisé très ombragé, organisé autour d’une clairière centrale. Il comporte de beaux arbres dont un groupe de pins noirs d’Autriche.

## Équipements
Une aire de jeux, destinés aux enfants, a été aménagée dans la clairière centrale

## Bâtiments remarquables et lieux de mémoire
Un obélisque de Louis Péchenard-Wary (sculpteur rémois), dressé en 1908 en souvenir du campement de l’armée napoléonienne. Il porte les inscriptions suivantes :
« Aux troupes françaises victorieuses Bataille de Reims 13 mars 1814 » et « Napoléon a campé ici 13 mars 1814 ».
Des plaques commémoratives rappellent également le bivouac de l’armée Napoléonienne dans ce lieu, lors de la bataille de Reims, en mars 1814.
Le Carabinier de Joseph Chinard, initialement positionné dans ce parc, a été transféré dans la cour de la maison de champagne Lanson au 66 rue de Courlancy à Reims.